# Miss World Europe
Pour les articles homonymes, voir Miss.
Ne doit pas être confondu avec Miss Europe.
 (février 2024).
Si vous disposez d'ouvrages ou d'articles de référence ou si vous connaissez des sites web de qualité traitant du thème abordé ici, merci de compléter l'article en donnant les références utiles à sa vérifiabilité et en les liant à la section « Notes et références ».
Miss World Europe est un concours de beauté issu de Miss Monde, donné à la miss européenne la mieux classée à l’élection de Miss Monde.

## Présentation du concours

### Histoire
Ce titre est accordé à la gagnante « européenne » depuis 1981, lors de chaque élection de Miss Monde[réf. nécessaire].

### Déroulement
Les candidates participantes à l’élection sont issues des pays de l’Europe géographique, incluant aussi la Turquie, Guernesey, l'Île de Man, Jersey, l'Irlande du Nord, l'Israël, le Pays de Galles et Gibraltar.

## Lauréates
Depuis 2018, la gagnante de Miss Monde n’est plus titrée reine de continent.
Par exemple, Miss Monde 2018 venant du Mexique n’a pas été titré Miss Monde Amériques.
| Année | Miss World Europe           | Pays               | Classement à Miss Monde |
| ----- | --------------------------- | ------------------ | ----------------------- |
| 1981  | Michelle Donnelly           | Royaume-Uni        | 4e dauphine             |
| 1982  | Sari Aspholm                | Finlande           | 1re dauphine            |
| 1983  | Sarah-Jane Hutt             | Royaume-Uni        | Miss Monde 1983         |
| 1984  | Vivienne Rooke              | Royaume-Uni        | 4e dauphine             |
| 1985  | Hóllmfríður Karlsdóttir     | Islande            | Miss Monde 1985         |
| 1986  | Pia Rosenberg Larsen        | Danemark           | 1re dauphine            |
| 1987  | Ulla Weigerstorfer          | Autriche           | Miss Monde 1987         |
| 1988  | Linda Pétursdóttir          | Islande            | Miss Monde 1988         |
| 1989  | Aneta Kręglicka             | Pologne            | Miss Monde 1989         |
| 1990  | Siobhan McClafferty         | Finlande           | 1re dauphine            |
| 1991  | Dilek Aslihan Koruyan       | Turquie            | Top 10                  |
| 1992  | Julia Kourotchkina          | Russie             | Miss Monde 1992         |
| 1993  | Fani Čapalija               | Croatie            | 4e dauphine             |
| 1994  | Branka Bebić                | Croatie            | 4e dauphine             |
| 1995  | Anica Kovač                 | Croatie            | 1re dauphine            |
| 1996  | Iríni Sklíva                | Grèce              | Miss Monde 1996         |
| 1997  | Çağla Şikel                 | Turquie            | 3e dauphine             |
| 1998  | Linor Abargil               | Israël             | Miss Monde 1998         |
| 1999  | Jenny Chervoney             | Israël             | 3e dauphine             |
| 2000  | Giorgia Palmas              | Italie             | 1re dauphine            |
| 2001  | Juliet-Jane Horne           | Écosse             | 2e dauphine             |
| 2002  | Azra Akın                   | Turquie            | Miss Monde 2002         |
| 2003  | Rosanna Davison             | Irlande            | Miss Monde 2003         |
| 2004  | Katarzyna Borowicz          | Pologne            | 3e dauphine             |
| 2005  | Unnur Birna Vilhjálmsdóttir | Islande            | Miss Monde 2005         |
| 2006  | Taťána Kuchařová            | République tchèque | Miss Monde 2006         |
| 2007  | Annie Oliv                  | Suède              | 4e dauphine             |
| 2008  | Ksenia Soukhinova           | Russie             | Miss Monde 2008         |
| 2009  | Kaiane Aldorino             | Gibraltar          | Miss Monde 2009         |
| 2010  | Emma Britt Waldron          | Irlande            | 3e dauphine             |
| 2011  | Alize Lily Mounter          | Angleterre         | 3e dauphine             |
| 2012  | Sophie Moulds               | Pays de Galles     | 1re dauphine            |
| 2013  | Marine Lorphelin            | France             | 1re dauphine            |
| 2014  | Edina Kulcsár               | Hongrie            | 1re dauphine            |
| 2015  | Mireia Lalaguna             | Espagne            | Miss Monde 2015         |
| 2016  | Lenty Frans                 | Belgique           | Top 10                  |
| 2017  | Stéphanie Hill              | Angleterre         | 2e dauphine             |
| 2018  | Maria Vasilevitch           | Biélorussie        | Top 5                   |
| 2019  | Ophély Mézino               | France             | 1re dauphine            |
| 2021  | Anna Leitch                 | Irlande du Nord    | Top 6                   |

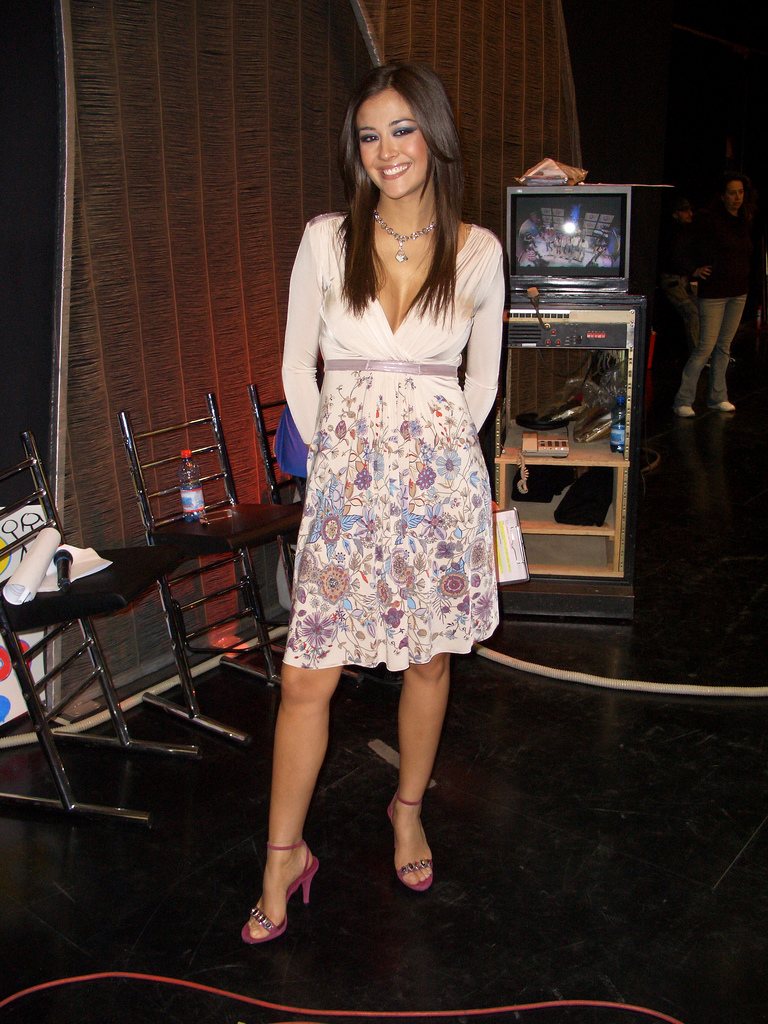
Giorgia Palmas, Miss World Europe 2000
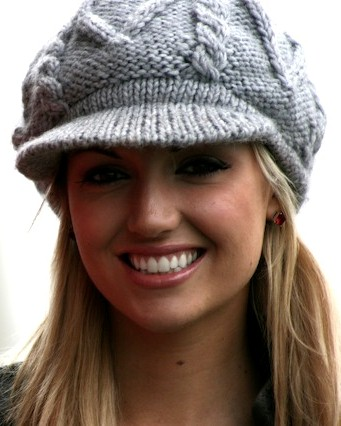
Rosanna Davison, Miss World 2003
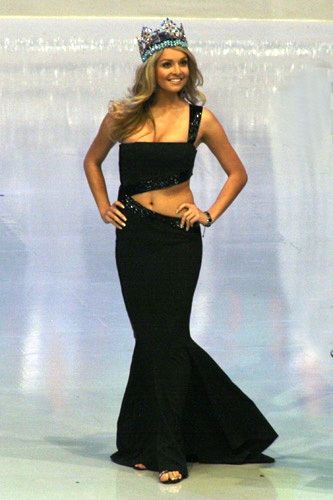
Tatiana Kucharova, Miss World 2006
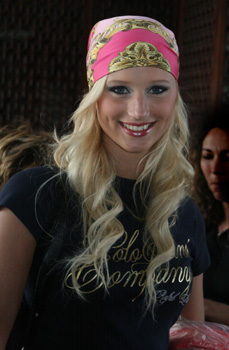
Annie Oliv, Miss World Europe 2007
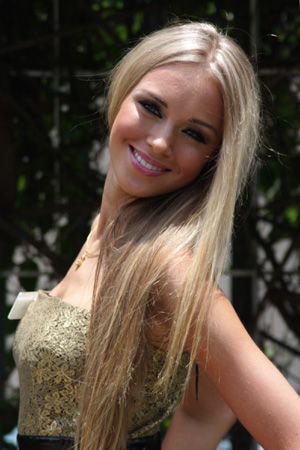
Ksenia Sukhinova, Miss World 2008
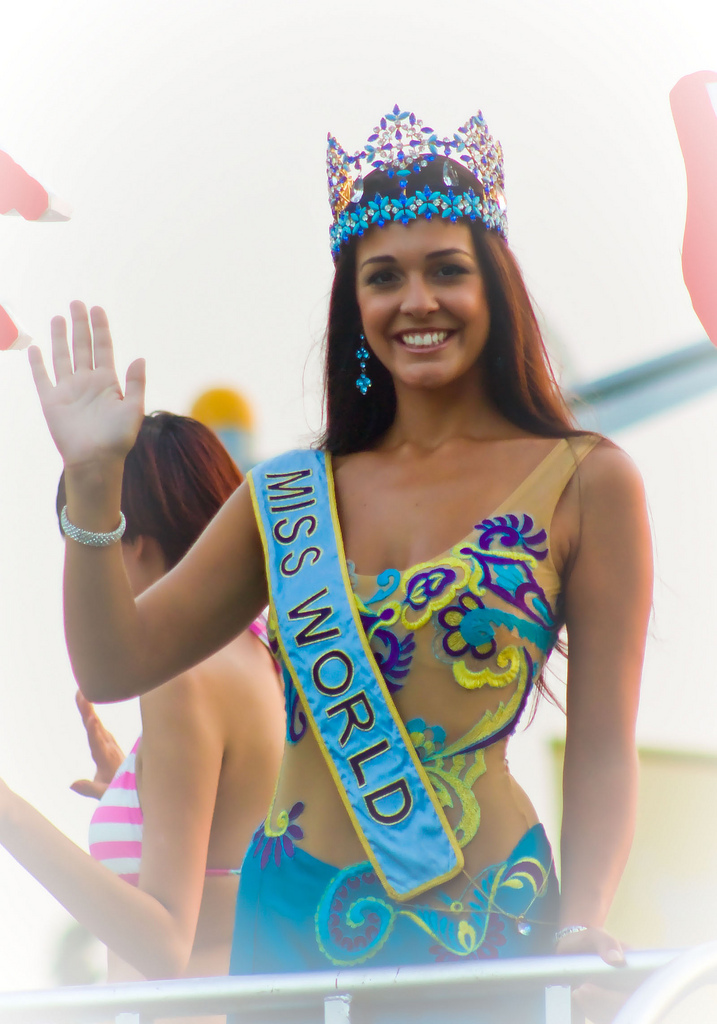
Kaiane Aldorino, Miss World 2009
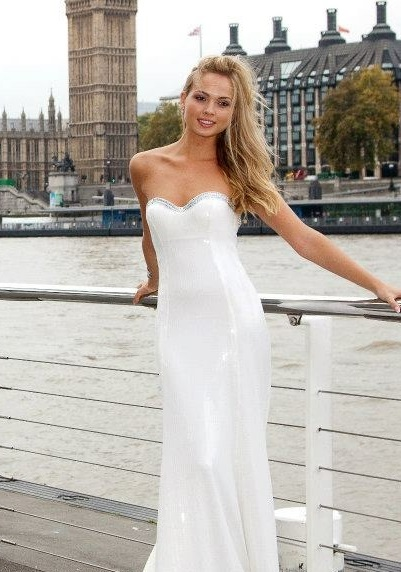
Alize Mounter, Miss World Europe 2011
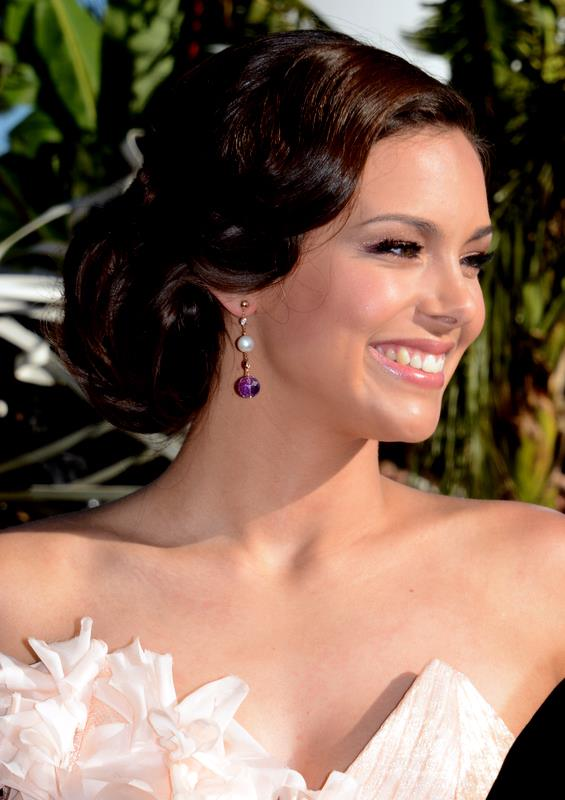
Marine Lorphelin, Miss World Europe 2013
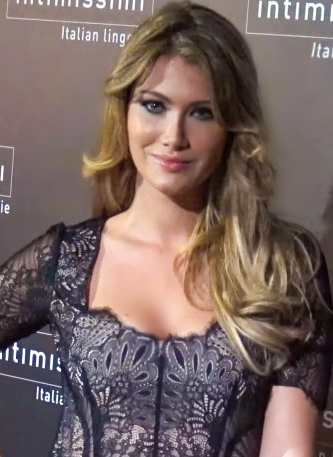
Mireia Lalaguna, Miss World Europe et Miss World 2015
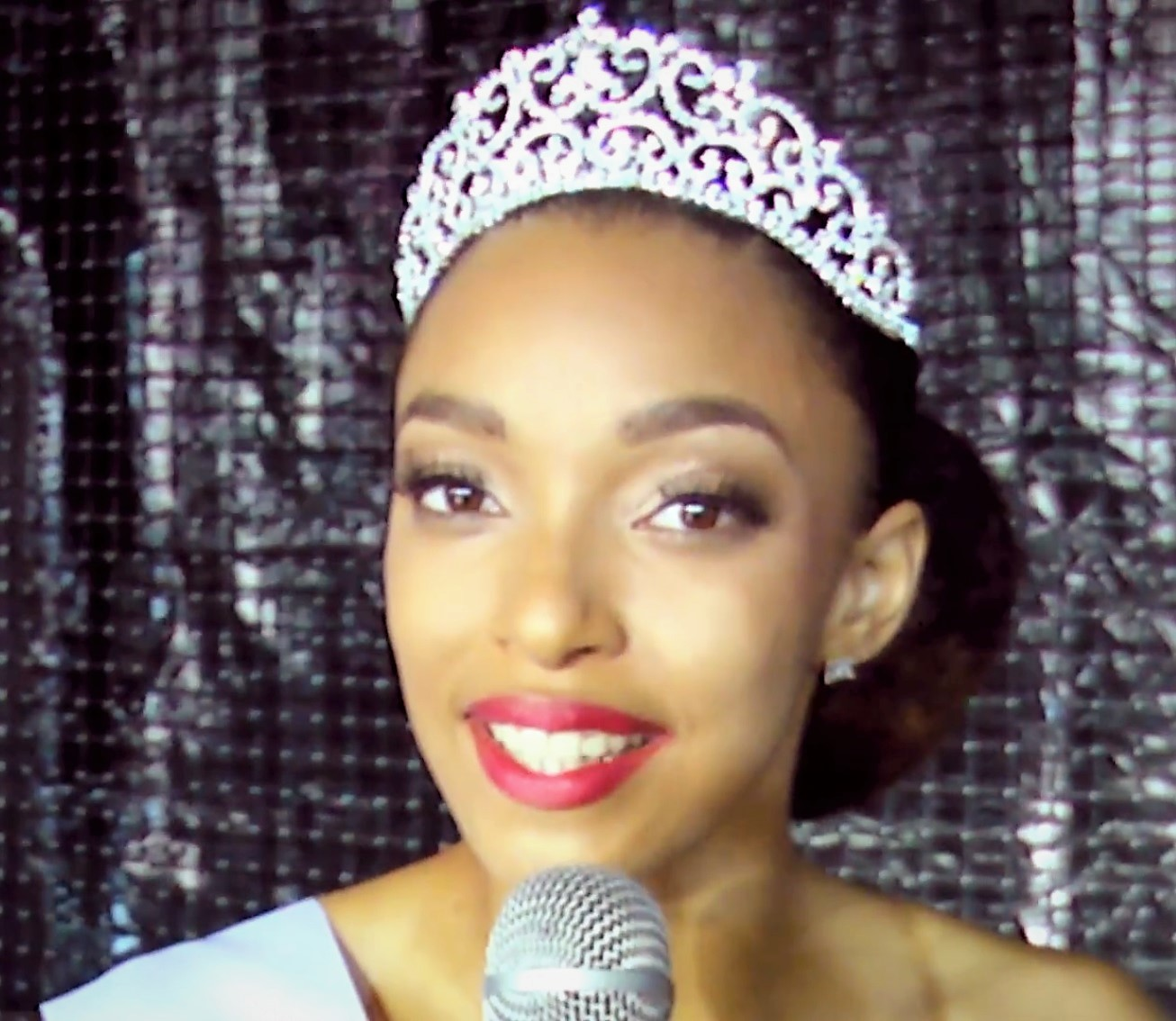
Ophély Mézino, Miss World Europe 2019

## Palmarès
| Victoire(s) | Pays               | Année(s)         |
| ----------- | ------------------ | ---------------- |
| 3           | Islande            | 1985, 1988, 2005 |
| 3           | Turquie            | 1991, 1997, 2002 |
| 3           | Croatie            | 1993, 1994, 1995 |
| 3           | Royaume-Uni        | 1981, 1983, 1984 |
| 2           | France             | 2013, 2019       |
| 2           | Angleterre         | 2011, 2017       |
| 2           | Irlande            | 2003, 2010       |
| 2           | Russie             | 1992, 2008       |
| 2           | Finlande           | 1982, 1990       |
| 2           | Pologne            | 1989, 2004       |
| 2           | Israël             | 1998, 1999       |
| 1           | Irlande du Nord    | 2021             |
| 1           | Biélorussie        | 2018             |
| 1           | Belgique           | 2016             |
| 1           | Espagne            | 2015             |
| 1           | Hongrie            | 2014             |
| 1           | Pays de Galles     | 2012             |
| 1           | Gibraltar          | 2009             |
| 1           | Suède              | 2007             |
| 1           | République tchèque | 2006             |
| 1           | Écosse             | 2001             |
| 1           | Italie             | 2000             |
| 1           | Grèce              | 1996             |
| 1           | Autriche           | 1987             |
| 1           | Danemark           | 1986             |